# Global Aviation
Global Aviation es una compañía de transporte aéreo, con base en Gibraltar, Sudáfrica, e Irvine (California). El principal negocio de Global Aviation es el alquiler y operación de aviones.
Fundada en 2001, la flota de Global Aviation vuela a diferentes zonas del norte, centro y sur de África, el Oriente Medio y Europa.

## Flota

### Flota Actual
La flota de Global Aviation incluye los siguientes aviones, con una edad media de 26.6 años (a mayo de 2023):
| Airbus A320-200 | 6 | — |  |  |  |  |
| Airbus A340-541 | 3 | — |  |  |  |  |
| Total           | 9 | — |  |  |  |  |